# Kranenbach
Der Kranenbach ist ein orografisch rechtes Nebengewässer der Schwalm im niederrheinischen Kreis Viersen.
Die Quelle liegt in der Nähe vom Vennbachhof bei Ungerath (Gemeinde Schwalmtal) in einer Höhe von rund 60 m ü. NN. Der Bach hat eine Länge von knapp 9,5 Kilometern und mündet an der Borner Mühle in einer Höhe von etwa 40 m ü. NN. in die Schwalm. Der Kranenbach nimmt das Wasser vom Haversloher Bach (1,5 Kilometer lang), dem Heidweiher Bach (1,5 Kilometer lang), dem Vogelsrather Bach (1,7 Kilometer lang), dem Schageher Bach (1,4 Kilometer lang) und dem Berggraben mit einer Länge von 2,3 Kilometern in seinem Lauf auf.
Die Begradigung des Kranenbaches erfolgte in den Jahren 1925/26. Die Pflege und Unterhaltung des Gewässers obliegt dem Schwalmverband, der in Brüggen seinen Sitz hat.

## Mühlen
Am Kranenbach stehen eine Reihe ehemaliger Wassermühlen:
- Hausermühle, Gemeinde Schwalmtal, Ortsteil Waldniel
- Schierer Mühle, Ortsteil Schier
- Pletschmühle, Ortsteil Amern
- Hüttermühle, Ortsteil Amern